# Ferrovia sotterranea

Schiavi in fuga.

La ferrovia sotterranea (in lingua inglese: Underground Railroad) era una rete informale di itinerari segreti e luoghi sicuri utilizzati dal XIX secolo dagli schiavi afroamericani negli Stati Uniti d'America, per fuggire negli "Stati liberi" e in Canada con l'aiuto degli abolizionisti, solidali con la loro causa. Altri percorsi conducevano in Messico o addirittura oltreoceano. Il termine veniva applicato anche agli abolizionisti che aiutavano i fuggitivi.

## Storia

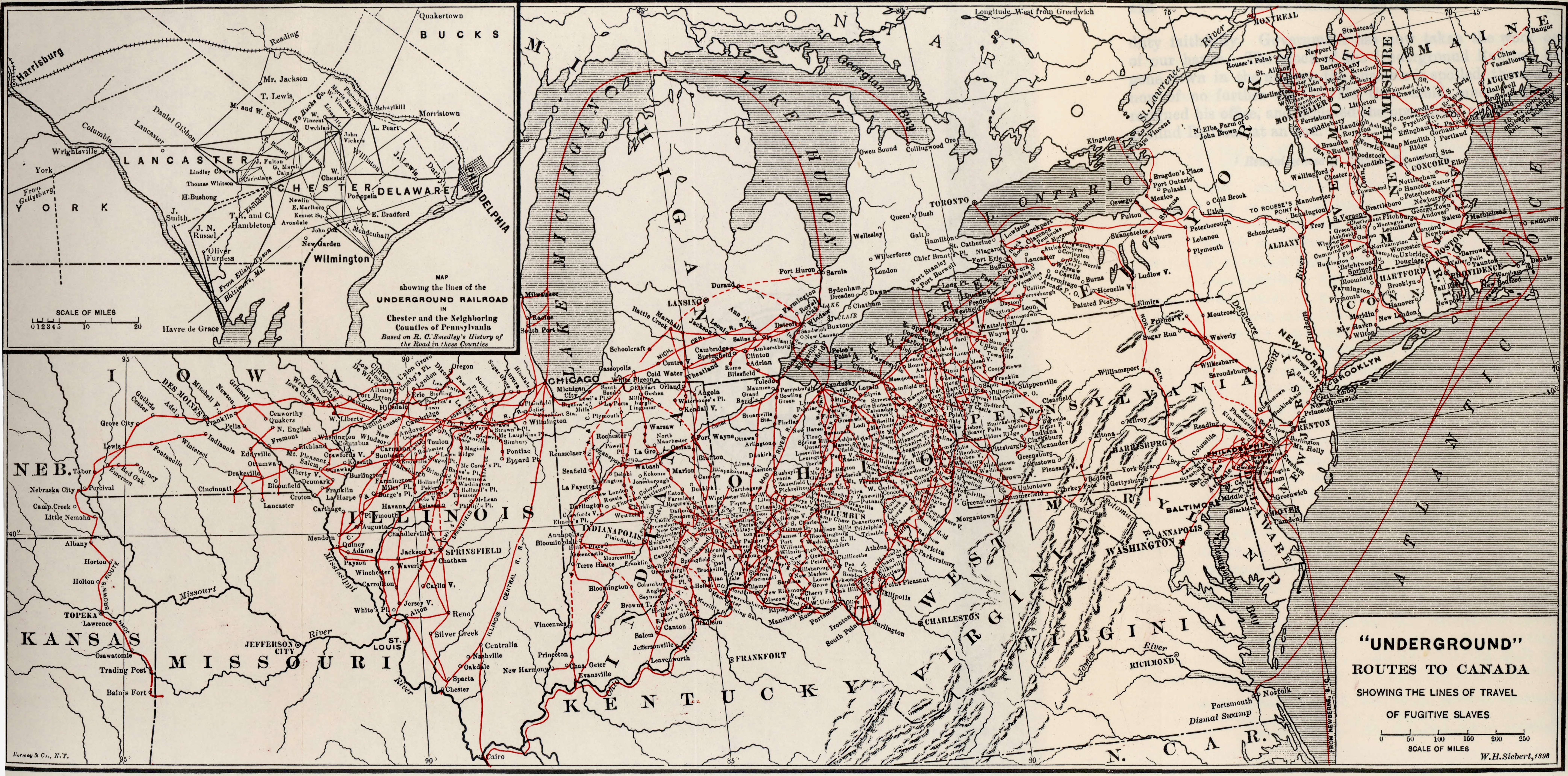
Mappa di alcune vie della Ferrovia Sotterranea.

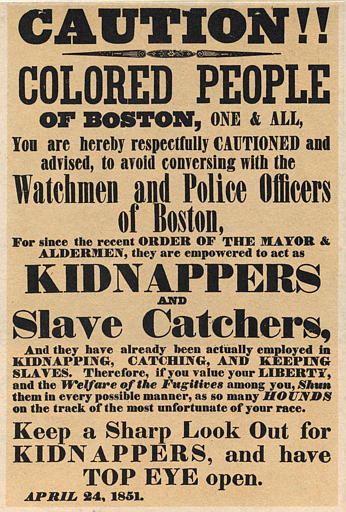
Un manifesto del 24 aprile 1851 mette in guardia gli afroamericani di Boston dai poliziotti, indicati come procacciatori di schiavi.

La Ferrovia Sotterranea raggiunse il suo apice tra il 1810 e il 1850, con oltre 30.000 persone fuggite dalla schiavitù (soprattutto in Canada), anche se, stando ai dati dell'U.S. Census, risultavano essere solamente 6.000. Tra le prime attività degli abolizionisti ci fu l'organizzazione, chiamata Underground Railroad, che si prefiggeva di dare aiuto agli schiavi che volevano fuggire.
Quello di aiutare gli schiavi fuggitivi non era una novità in quanto, fin dal XVII secolo, specialmente tra i quaccheri, vi furono persone che favorirono la fuga di schiavi. Fu però solo alla fine del XVIII secolo che gruppi di persone elaborarono dei veri e propri piani con percorsi prestabiliti, luoghi di riposo, guide e mezzi di trasporto.
Durante le fughe notturne, i fuggiaschi si orientavano con la stella polare o attraverso percorsi d'acqua e, quando si faceva giorno, venivano fatti nascondere nelle "stazioni" per riposare, avere acqua e cibo e ricevere le indicazioni necessarie per il proseguimento del viaggio.
Dal Sud le varie "strade" conducevano a Nord, le cui stazioni principali furono l'Ohio, la Pennsylvania, il New Jersey, New York e il Canada, soprattutto dopo che nel 1850 venne approvata la Fugitive Slave Law, che esigeva la restituzione anche negli stati del Nord degli schiavi fuggiti. Nei piani erano previsti anche il travestimento e l'uso di codici per comunicare. Capitava così che i mulatti fingessero di essere bianchi e le donne si travestissero da uomini mentre i messaggi, trasmessi in un codice molto complesso, formavano una rete di comunicazione, detto grapevine telegraph, che, passando di stazione in stazione, informava dell'arrivo dei fuggitivi.

## Il ruolo delle canzoni
L'operazione Ferrovia Sotterranea era ben pianificata e i fuggiaschi ricevevano istruzioni dettagliate riguardo alla modalità della partenza. Un ruolo importante lo assumevano le canzoni, il cui scopo era quello di informare gli schiavi che stava arrivando la guida che li avrebbe portati in salvo. Molte persone si prestarono a condurre lontano dalle piantagioni interi gruppi fingendosi commercianti di schiavi. 

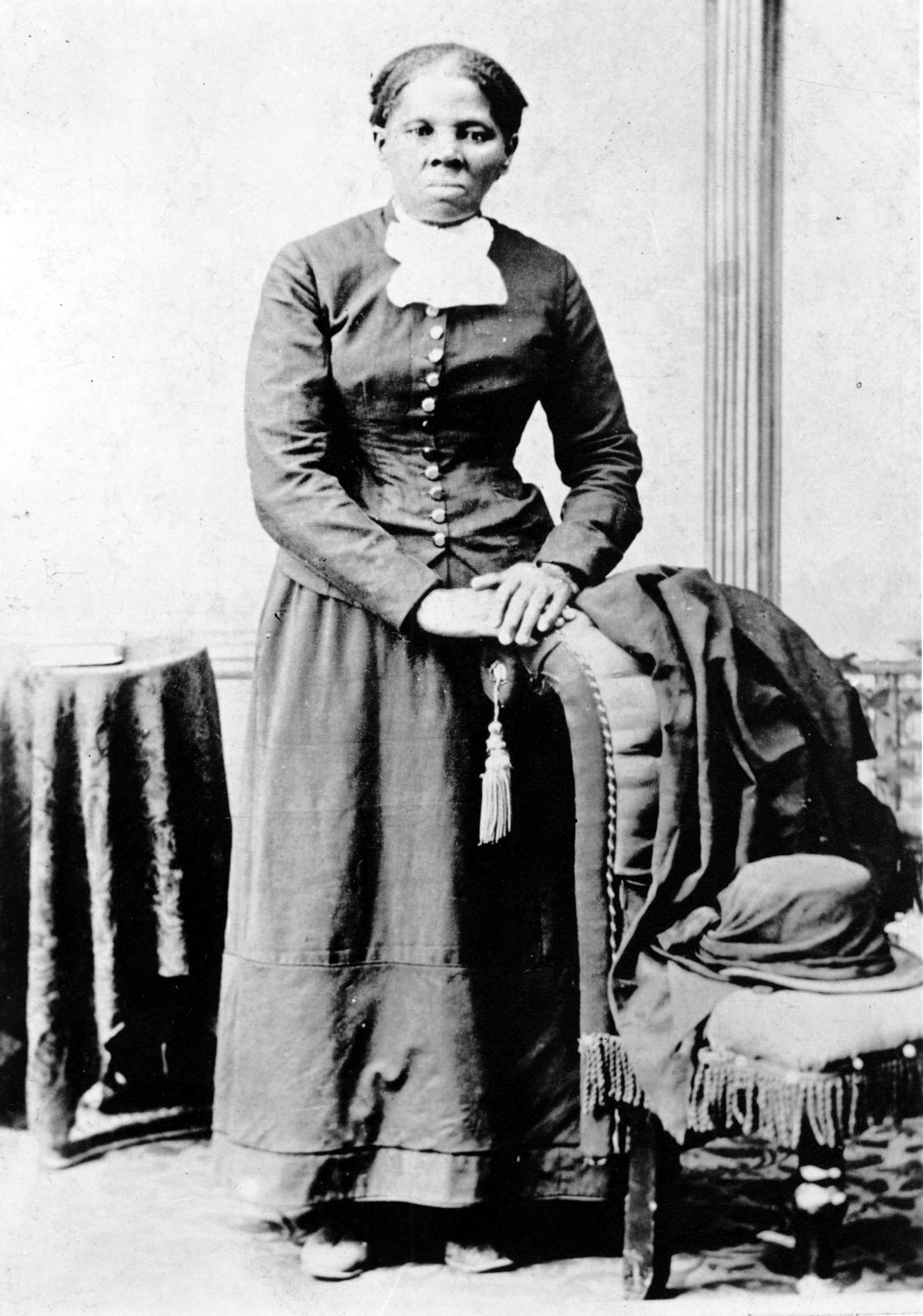
Harriet Tubman (da una foto di H. B. Lindsley risalente al 1880 circa).

Nel 1835, in seguito ad un piano di fuga fallito, Frederick Douglass scrisse, a proposito delle canzoni che cantava prima della fuga con i suoi compagni: "Talvolta eravamo molto ottimisti, cantando inni ed esclamando allegramente, con un tono trionfante come se avessimo già raggiunto una terra di libertà e sicurezza. Un osservatore attento avrebbe potuto notare nel nostro canto ripetuto
(Frederick Douglass, Canaan.)
qualcosa più di una speranza di raggiungere il paradiso. Intendevamo raggiungere il Nord - e il Nord era la nostra Canaan".
Tra le principali guide dell'organizzazione ci fu una ex schiava, Harriet Tubman, soprannominata "il Mosè nero della sua razza". La Tubman, che a sua volta era riuscita a liberarsi dalla schiavitù, aiutava altri schiavi a fuggire e, come scrive Sarah Bradfort, usava una particolare canzone per avvertirli del suo arrivo e prepararsi alla partenza.
(Harriet Tubman, Buia e ardua è la strada.)
Vi erano poi canzoni consolatorie per coloro che non ce l'avevano fatta e canzoni per segnalare stare allerta. Altre avevano funzione di mappa, come la famosa Follow the Drinkin' Gourd, che suggerivano ai fuggiaschi di seguire sempre l'Orsa Maggiore. Accanto ai canti è probabile che si aggiungessero, quando c'erano dei contrattempi, dei versi parodistici per comunicare dei cambi di stazioni di incontro e dei tempi di partenza.

## Memoria storica
Dal momento che se il piano fosse stato scoperto le conseguenze sarebbero state molto gravi, la documentazione riguardante la "Ferrovia Sotterranea" venne quasi del tutto distrutta e molte delle notizie sono solo ipotesi. Alcuni episodi legati a questo periodo sono stati narrati da Harriet Beecher Stowe nel suo romanzo La capanna dello zio Tom e un'evocazione romanzata è fornita nel romanzo premio Pulitzer La ferrovia sotterranea, di Colson Whitehead (2016); inoltre, la Underground Railroad è oggetto del romanzo di Alex Haley, Un Natale diverso, del 1988.